# الزيارة الأخيرة (فلم)
الزيارة الاخيرة فيلم دراما مصري من إنتاج عام 1986 ومن تاليف واخراج شريف حمودة
من بطولة
بوسي، أحمد راتب، مريم فخر الدين، هانم محمد، سيد غريب، إيناس شلبي، فاروق يوسف، محمود القلعاوي، سعيد رضوان، زكريا موافي، نبيلة كرم، هشام سليم.

## القصة
احمد (هشام سليم)طالب بكلية الهندسة، يلهو مع صديقه فوزى (احمد راتب) ويستأجرون شقة فوق السطوح لإستغلالها كجرسونيرة يقضون فيها وقت لهوهم يشربون الخمر بمصاحبة النساء المنحرفات، ويعتمد احمد على المصروف الكبير الذي يحصل عليه من والدته هدى هانم (مريم فخر الدين) والتي تحاول ان تزوّجه من ابنة اختها إحسان (منى درويش) التي عادت من الخارج بعد غياب طويل، لكن احمد كان لايشعر بعاطفة نحو ابنة خالته، وسعى لإبعاد والدته وأخته ساميه (نبيله كرم) ومعهم إحسان، إلى العزبة ليتفرغ لنزواته، ويستغل حسين (محمود القلعاوى) زوج اخته ساميه، سفر زوجته للعزبة ويطلب من احمد الانضمام لشقة السطوح، وتتعرض شلة اللهو دائماً لمواعظ ونصائح جار الشقة، الشيخ عبد السلام (فاروق يوسف) الطالب الازهرى، ولكن لا حياة لمن تنادى، حتى جاءت الست ام فاروق (هانم محمد) الخاطبة لتلبية طلبات الشيخ عبد السلام بالزواج، وقابلت الشلة، واقترح فوزى خطة شيطانية باستخدام ام فاروق للدخول لبيوت الناس وخطبة بناتهن والتلاعب بيهن حتى يستدرجوهن لشقة السطوح، وبدأ احمد الخطة بزيارة الخاطبة، فشاهد ابنتها سعاد (بوسى) التي تعمل بمصنع للملابس الجاهزة، لمساعدة امها على علاج والدها المريض بصدره منذ سنتين، وانبهر احمد بجمال سعاد، وقرر اقامة علاقة معها، وتابع مقابلتها بالخارج حتى احبها وبادلته الحب، وعرض عليها الزواج، وكانت سعاد مضطرة لممارسة البغاء من أجل مصاريف علاج والدها ويساعدها القواد مصلح (سعيد رضوان) في جلب الزبائن، لكنها بعد حبها لأحمد قررت التوقف، ولكن اشتداد مرض والدها جعلها ترضخ لإلحاح مصلح بالذهاب لشقة فريد بيه (زكريا موافى) الذي ما أن علم بمرض والدها، حتى تحرك الإنسان فيه، ونفحها أجرها دون ان يمسها، وطلب منها العودة كلما احتاجت، بينما علم فوزى بنية احمد من الزواج بسعاد فتحرى عنها وعلم علاقتها بالقواد مصلح، فرتب لقاء مع سعاد بالشقة، ليفاجأ احمد بعمل سعاد الوضيع، وصرخت في وجهه بأنها فعلت ذلك من اجل والدها المريض، فضربها احمد وتركها لأحزانه، غير انه لم يستطع مقاومة حبها ونصحه الشيخ عبد السلام بأن يتزوجها ويسافر بها بعيدا لينقذها من الوحل، بينما تركت سعاد طريق الشيطان، وكانت كلما احتاجت إلى النقود توجهت لمنزل فريد بيه، الذي لم يكن يبخل عليها، وعندما اصر احمد على الزواج من سعاد، وطالب والدته بنصيبه من الميراث، اخبرته ان كل هذا العز من أموال وميراث ابنة خالته احسان، وانها هي الوصية عليها، فترك احمد البيت واقام في الشقة، ووعده الشيخ عبد السلام بأن يأتيه بالاموال التي ادخرها لزواجه، وعرضت هدى هانم اموالا على سعاد لتبتعد عن ابنها، لكنها رفضت، فلما أوشك والدها على الموت توجهت لمنزل فريد بيه، الذي كان في حالة سكر بين، وحاول الاعتداء عليها فقاومته بسكين، انغرزت في جسدها أثناء المقاومة فلقت مصرعها.

## وصلات خارجية
- مقالات تستعمل روابط فنية بلا صلة مع ويكي بيانات